# Марк-Ландін

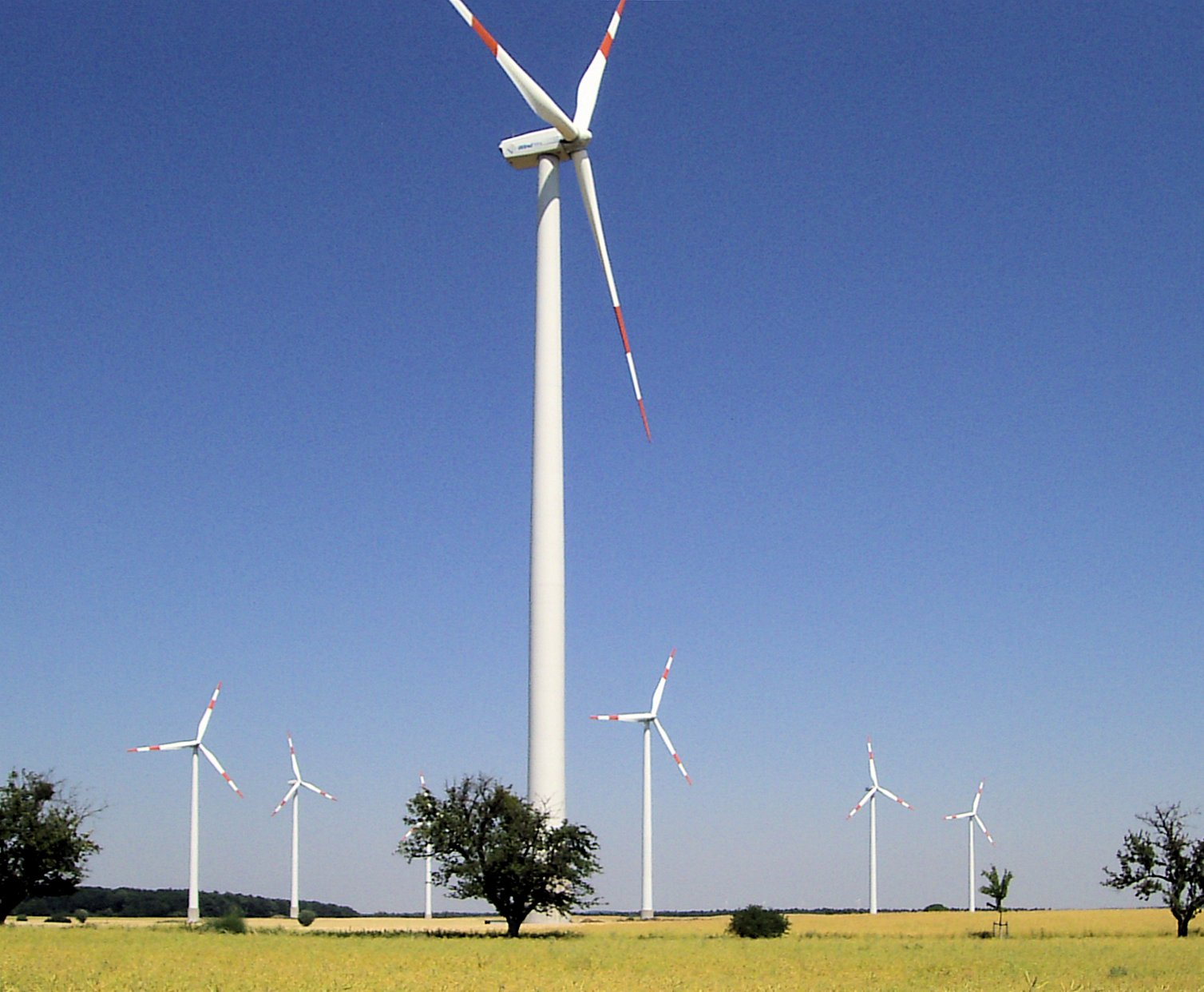
Вітряний парк біля Марк-Ландіну

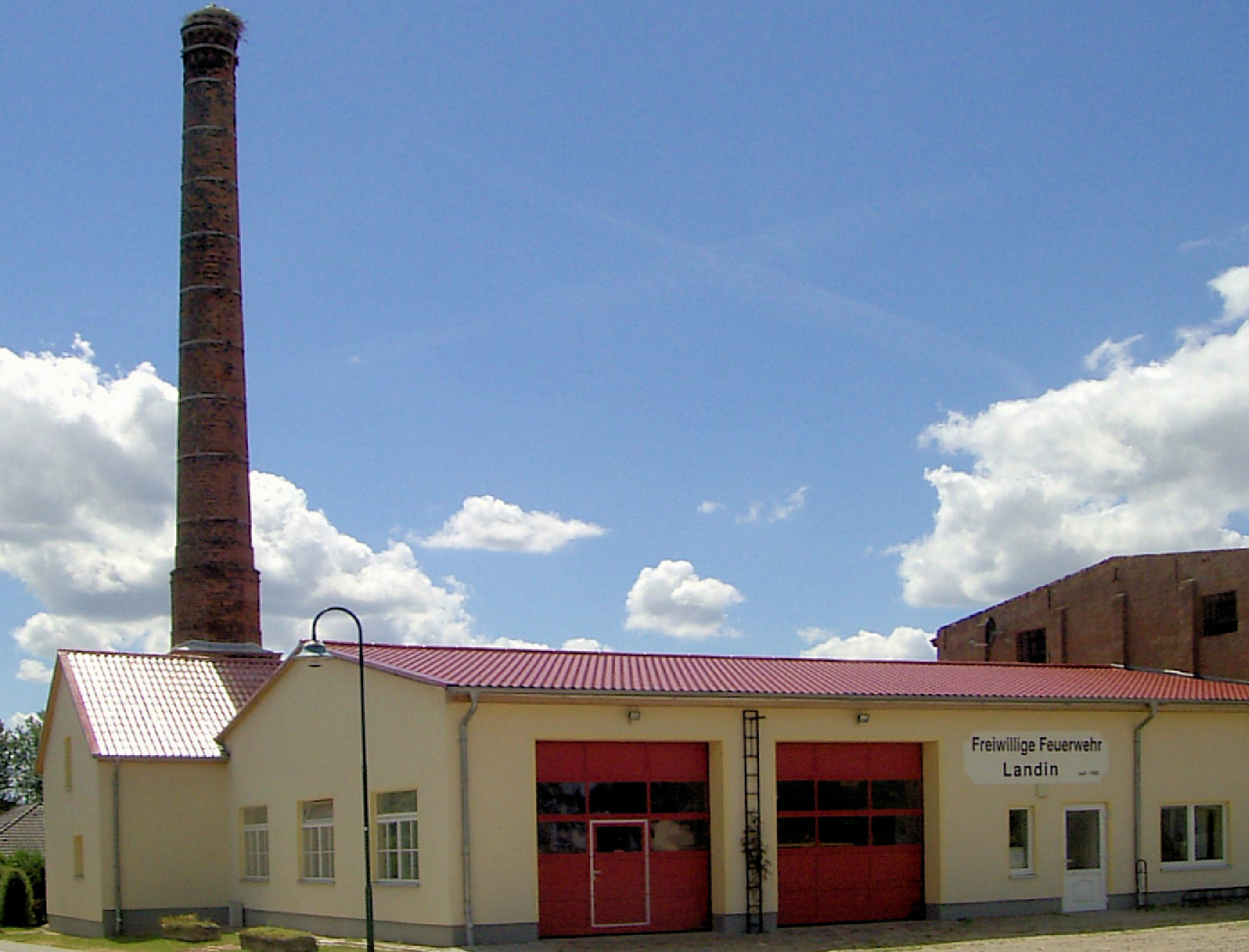
Пожежне депо у старій винокурні

Марк-Ландін (нім. Mark Landin) — громада у Німеччині, у землі Бранденбург. 
Входить до складу району Уккермарк. Підпорядковується управлінню Одер-Вельзен. Населення - 1 099 мешканців (на 31 грудня 2010). Площа - 44,52 км². Офіційний код  — 12 0 73 386. 

## Населення
| Рік  | Населення |
| ---- | --------- |
| 2005 | 1183      |
| 2010 | 1094      |

## Пам'ятки

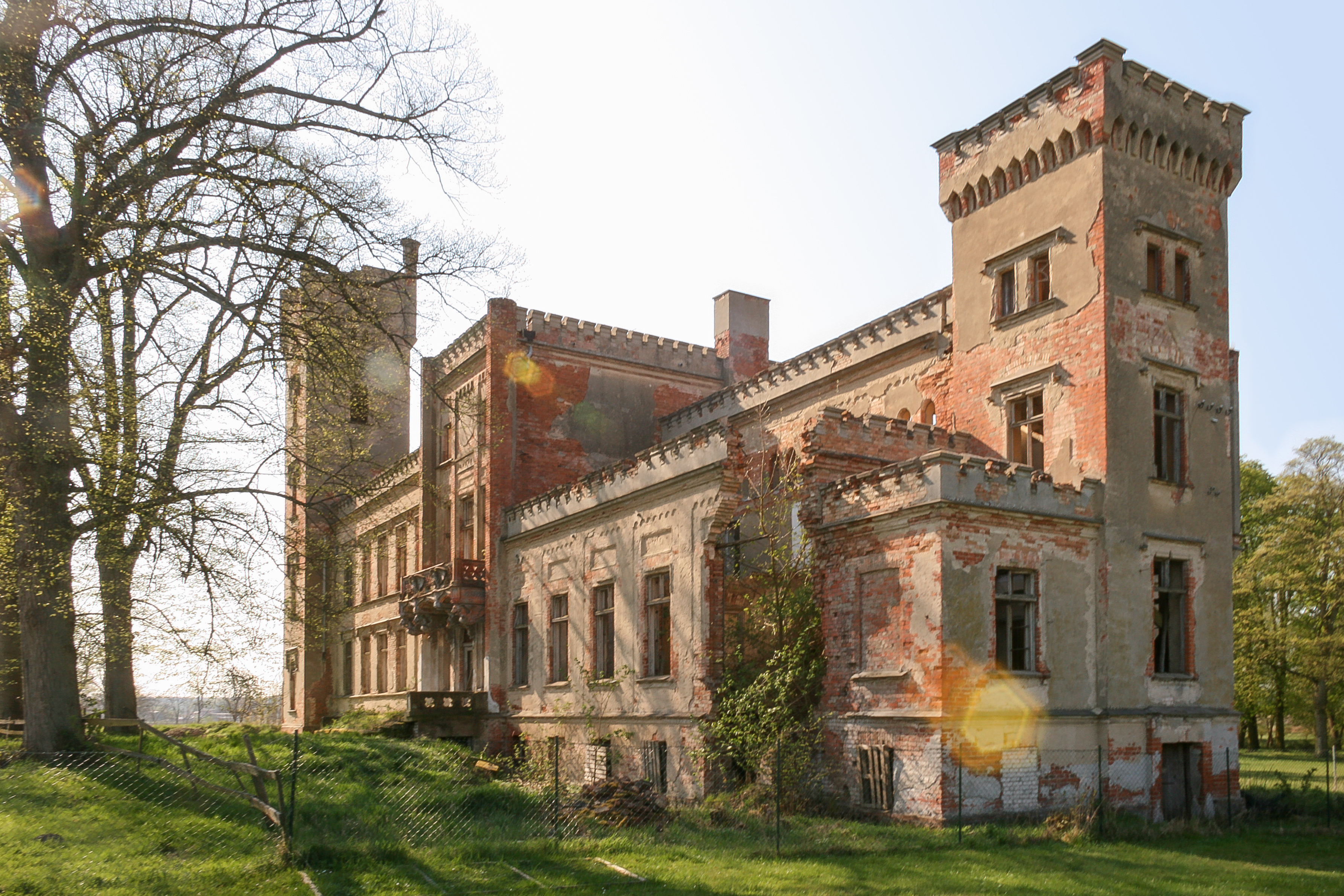
Руїни замку в Хоенландіні
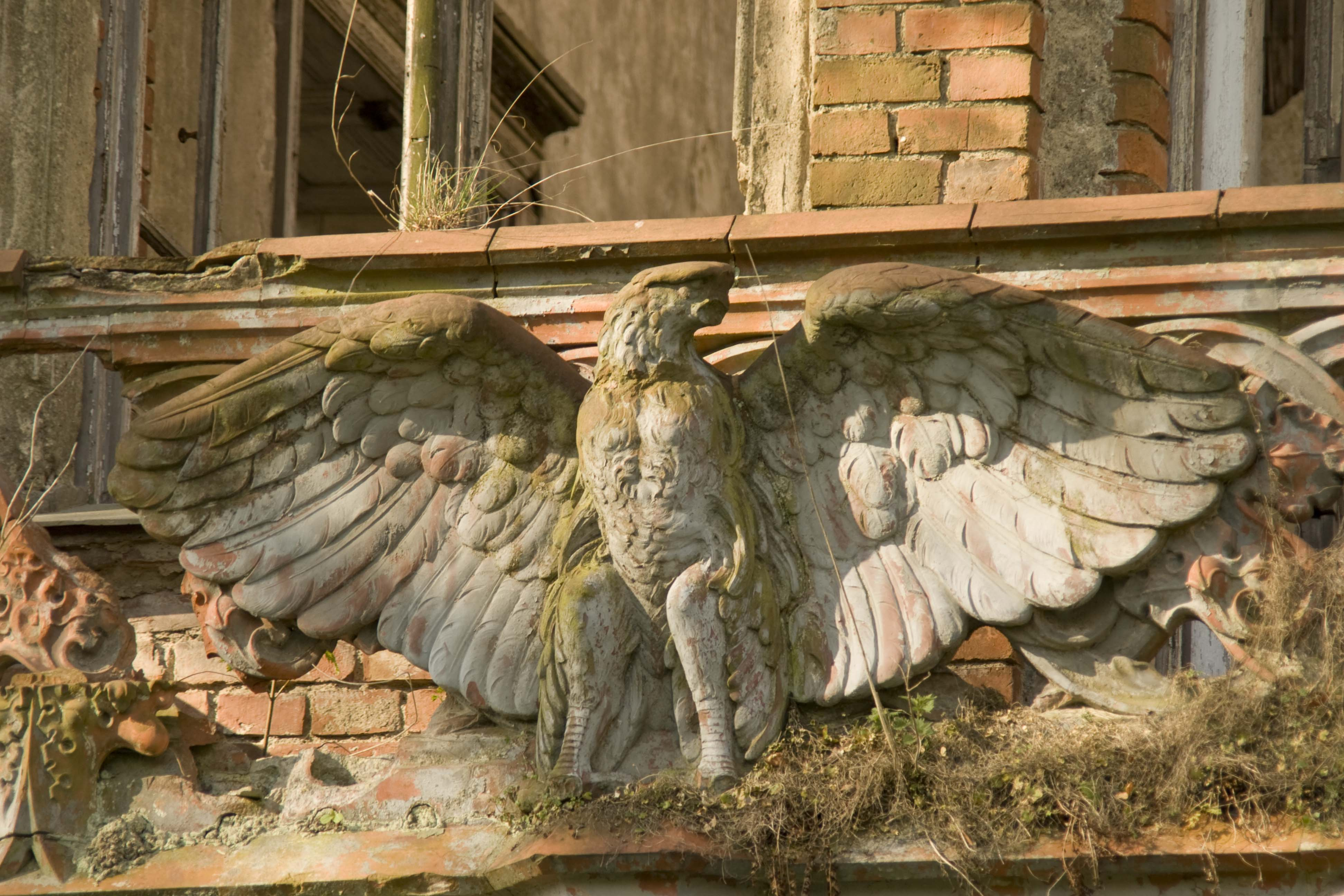
Руїни замку в Хоенландіні, деталь
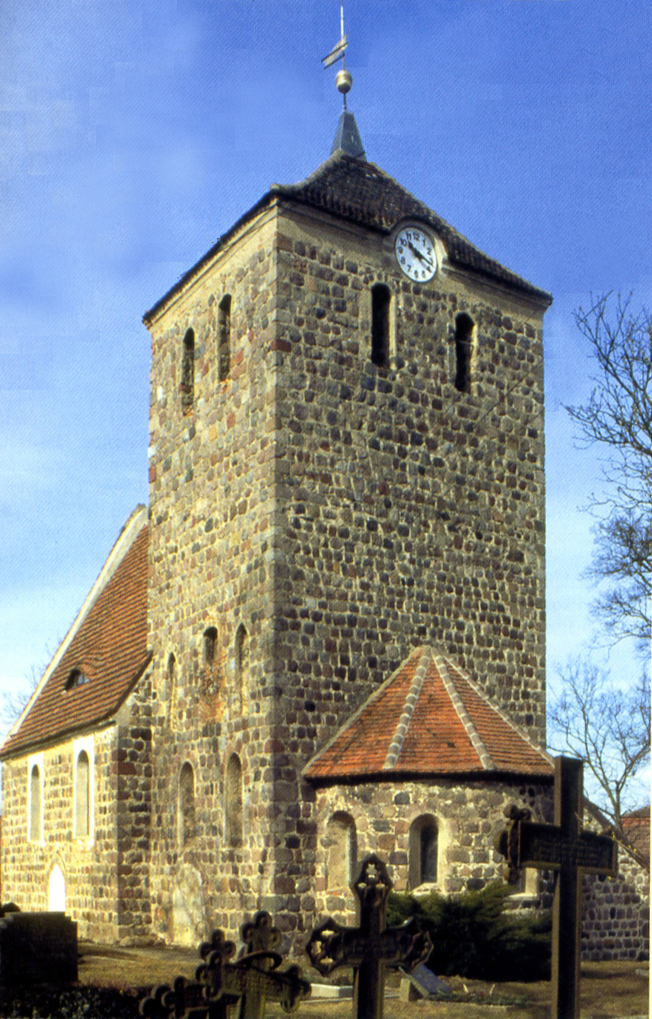
Евангелістична сільська церква